# Artjom Arefjev (schaatser)
Artjom Olegovitsj Arefjev (Russisch: Артём Олегович Аре́фьев) (Moskou, 9 november 2000) is een Russische langebaanschaatser.

## Carrière
Op de wereldkampioenschappen schaatsen junioren won Arefjev zowel in 2019 als in 2020 zilver op de 500 meter.
In 2021 werd Arefjev derde op de tweede 500 meter van de Europese kampioenschappen schaatsen 2021 sprint. Een week later won hij de tweede 500 meter op de eerste wereldbekerwedstrijd van het seizoen. Arefjev nam niet deel aan het WK Sprint in 2022, omdat deelname door de ISU werd verboden. Dit als onderdeel van sancties tegen Rusland en Wit-Rusland na de Russische invasie van Oekraïne.

## Records

### Persoonlijke records
| Afstand    | Tijd    | Datum            | Baan       |
| ---------- | ------- | ---------------- | ---------- |
| 500 meter  | 34,45   | 24 januari 2021  | Heerenveen |
| 1000 meter | 1.09,25 | 12 januari 2020  | Heerenveen |
| 1500 meter | 1.56,74 | 6 maart 2017     | Kolomna    |
| 3000 meter | 4.17,32 | 22 februari 2018 | Kolomna    |
| 5000 meter | 8.22,91 | 11 januari 2017  | Kolomna    |

(laatst bijgewerkt: 29 januari 2021)

## Resultaten
| Jaar | EK Sprint             | WK Afstanden      | Olympische Spelen | WK Junioren     |
| ---- | --------------------- | ----------------- | ----------------- | --------------- |
| 2019 |                       |                   |                   | 500m · 9e 1000m |
| 2020 |                       |                   |                   | 500m · 6e 1000m |
| 2021 | NS4 · (14e, 17e, , -) | 7e 500m 18e 1000m |                   |                 |
| 2022 |                       |                   | 7e 500m           |                 |

(#, #, #, #) = afstandspositie op sprinttoernooi (500m, 1000m, 500m, 1000m).